# Marienkirche (Bodzentyn)

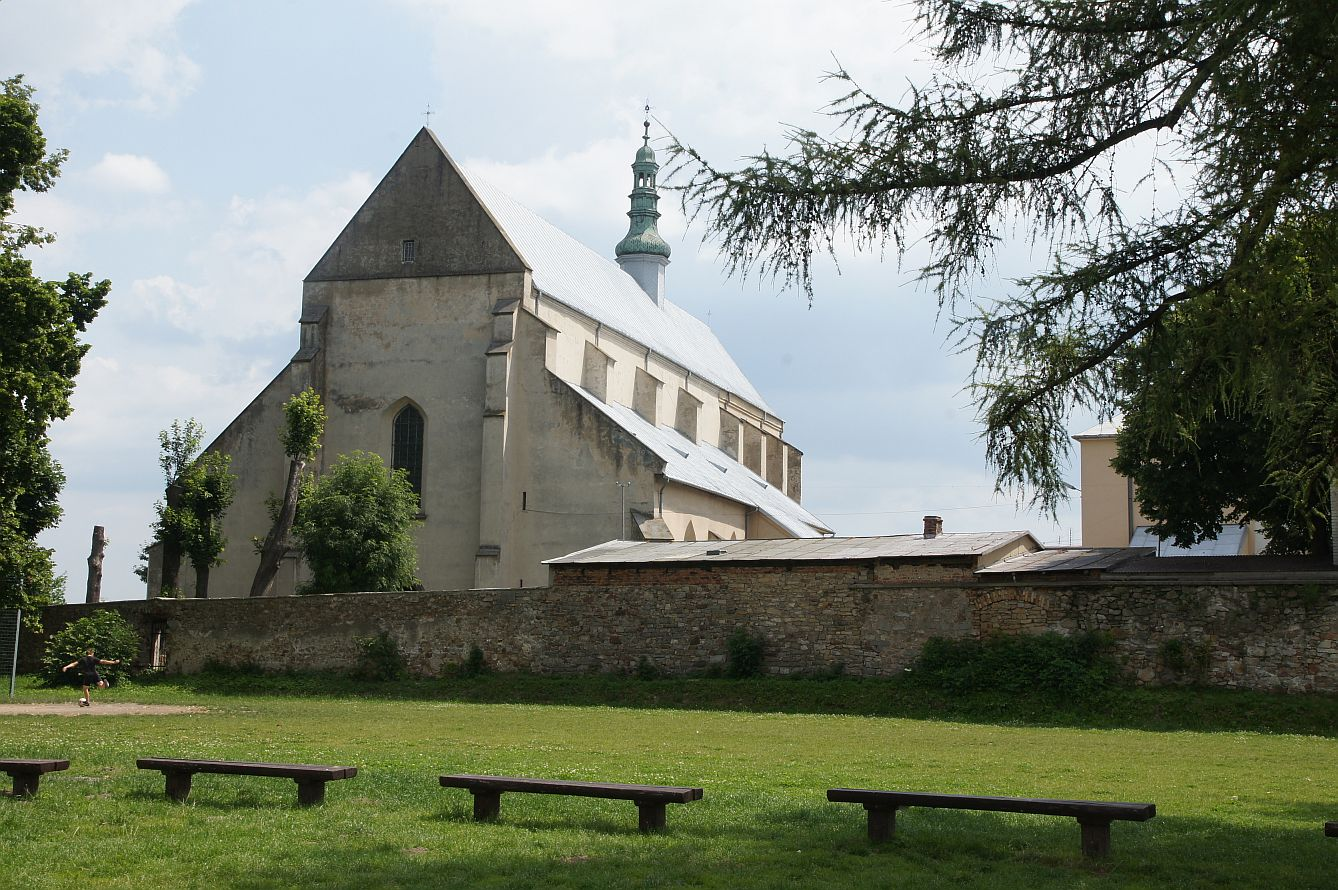
Marienkirche Bodzentyn

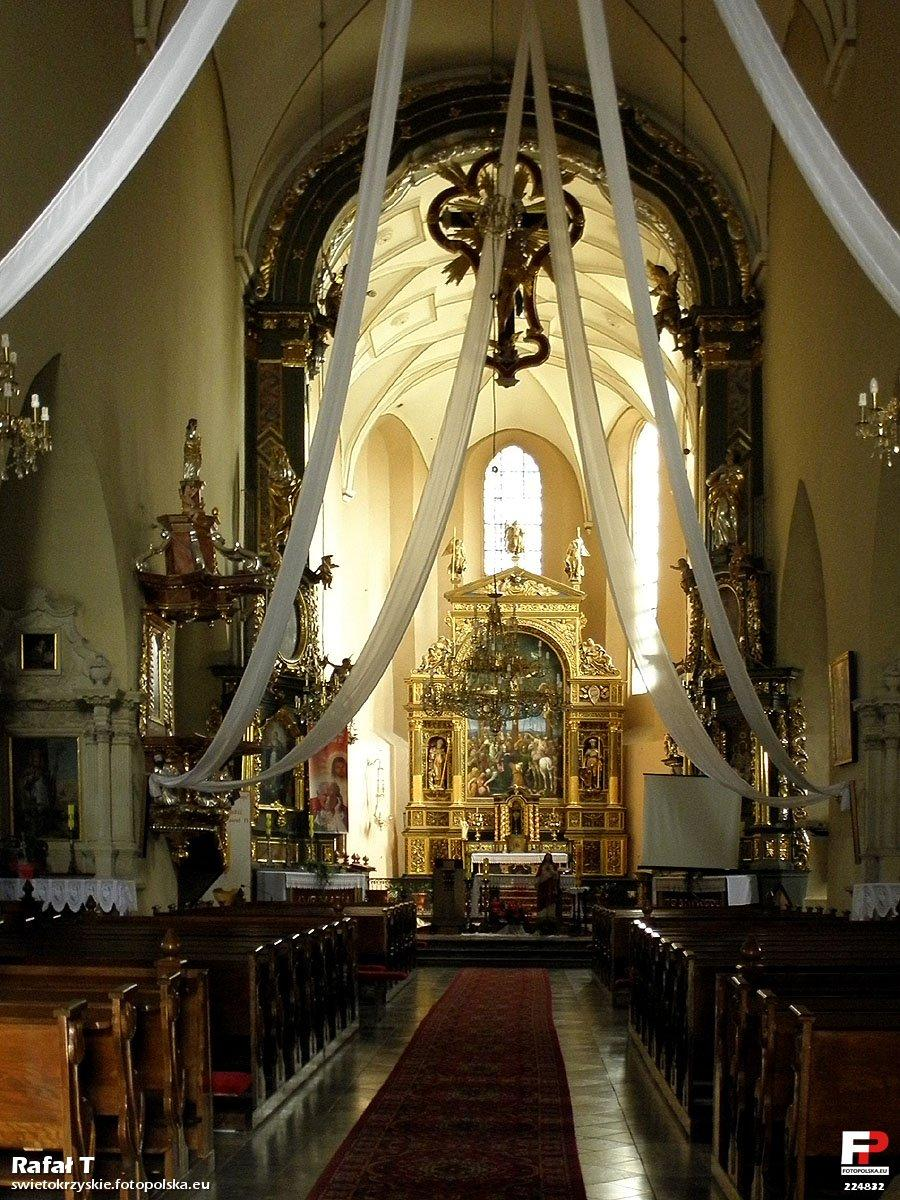
Innenansicht

Die Pfarrkirche St. Maria und St. Stanislaus ist ein denkmalgeschütztes Kirchengebäude in Bodzentyn in der Woiwodschaft Heiligkreuz in Polen. Sie gehört zum Dekanat Bodzentyn im Bistum Kielce.

## Baubeschreibung und -geschichte
Die erste Kirche entstand hier 1355. Nach einem Brand wurde sie 1440–1452 vom Krakauer Kardinal Zbigniew Oleśnicki im spätgotischen Stil nach dem Vorbild der Krakauer Basiliken erneuert. Während der Schwedenkriege wurde die Kirche 1656 stark beschädigt. Von 1670 bis 1674 wurde die Kirche im Barockstil restauriert. Im 18. Jahrhundert war der Schnitzer und Bildhauer Maciej Polejowski in der Kirche tätig. In der Barockzeit wurde auch der Hauptaltar der Wawel-Kathedrale von Giovanni Cini und das Triptychon von Bodzentyn von Marcin Czarny in die Kirche verbracht.